# Jerzy Dudek
Jerzy Henryk Dudek (phát âm tiếng Ba Lan: [ˈjɛʐɨ ˈdudɛk]; sinh ngày 23 tháng 3 năm 1973) là một cầu thủ bóng đá chuyên nghiệp người Ba Lan chơi ở vị trí thủ môn. Sinh ra trong một gia đình có cha là một công nhân mỏ, anh bắt đầu sự nghiệp của mình tại quê nhà Ba Lan, và sau đó tìm cơ hội tại Hà Lan và Anh.
Anh đặc biệt thành công trong màu áo của câu lạc bộ Liverpool với danh hiệu vô địch UEFA Champions League vào 2005, trong đó anh đã trổ tài chặn những quả sút luân lưu của các cầu thủ AC Milan qua đó góp phần đưa Liverpool lên ngôi cao nhất.
Anh cũng có 60 lần khoác áo đội tuyển Ba Lan và đại diện quốc gia tham dự World Cup 2002.

## Sự nghiệp câu lạc bộ
Jerzy Dudek ký hợp đồng với Liverpool vào tháng 8 năm 2001. Được biết đến như là một trong những người trấn giữ khung thành xuất sắc, Dudek cũng là người Ba Lan đầu tiên chơi cho Liverpool.
Dudek đã có mùa bóng đầu tiên thành công với 26 trận liên tiếp giữ sạch mành lưới và được các cổ động viên, các nhà phê bình so sánh anh với huyền thoại của sân Anfield Ray Clemence.
Vào năm 2008, Dudek chuyển sang thi đấu cho Real Madrid theo hợp đồng chuyển nhượng tự do.

## Danh hiệu
Feyenoord
- Eredivisie: 1998–99[2]
- Johan Cruyff Shield: 1999[2]

Liverpool
- FA Cup: 2005–06[2]
- Football League Cup: 2002–03;[3] á quân: 2004–05[4]
- FA Community Shield: 2006;[2] á quân: 2002[5]
- UEFA Champions League: 2004–05;[2] á quân: 2006–07[6]
- FIFA Club World Championship á quân: 2005[7]

Real Madrid
- La Liga: 2007–08[2]
- Copa del Rey: 2010–11[2]
- Supercopa de España: 2008[2]